# Bohemina
Bohemina is een geslacht van uitgestorven kreeftachtigen uit de klasse van de Ostracoda (mosselkreeftjes).

## Soorten
- Bohemina prantli (Snajdr, 1951) Blumenstengel, 1965 †
- Bohemina spassovi Pribyl, 1970 †
- Bohemina styliolata Blumenstengel, 1965 †